# Jean Frédéric de Salm-Grumbach
Ne doit pas être confondu avec Frédéric III de Salm-Kyrbourg.

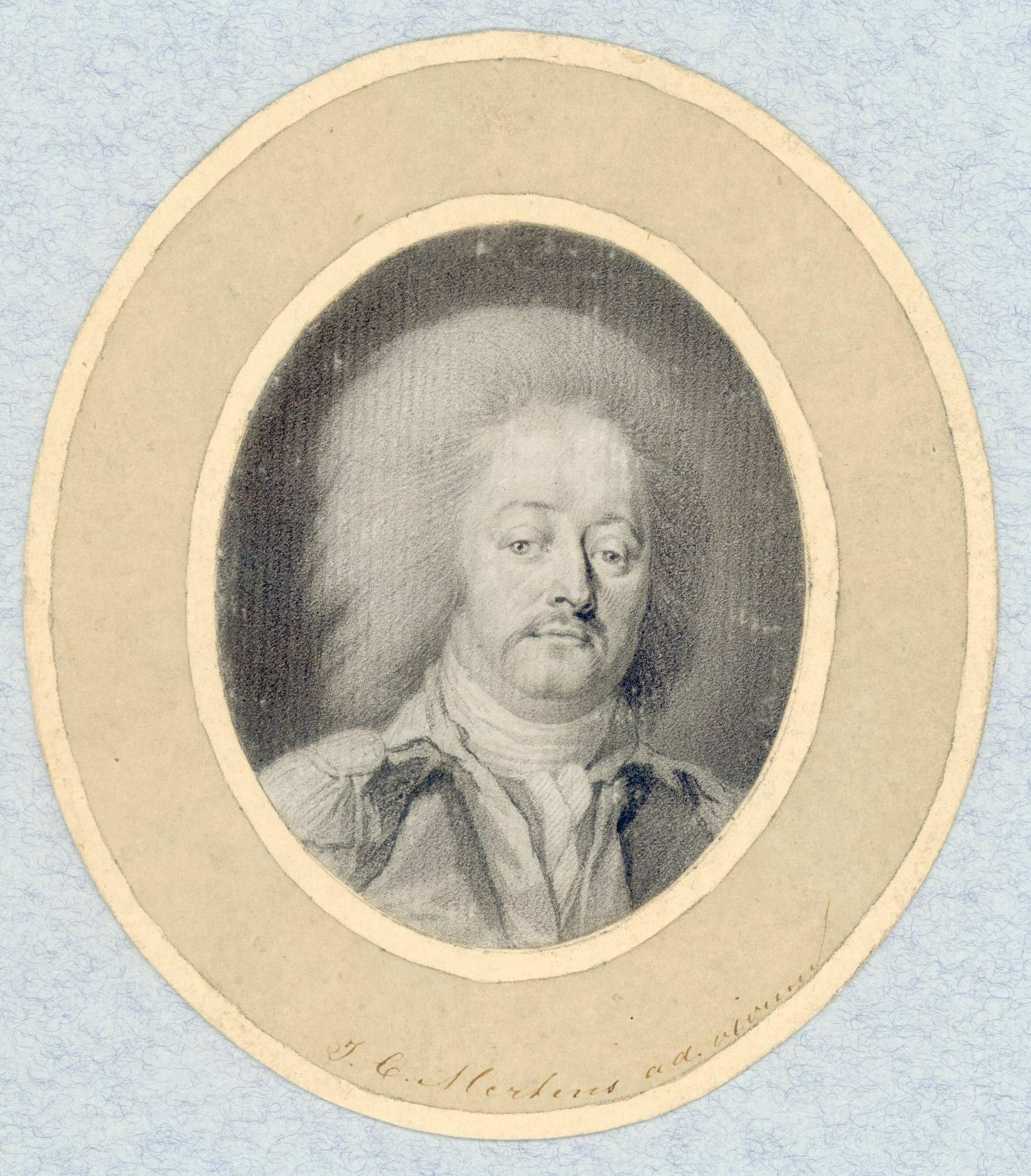
Probablement Johann Friedrich de Salm-Grumbach, dessin de Johannes Cornelis Mertens

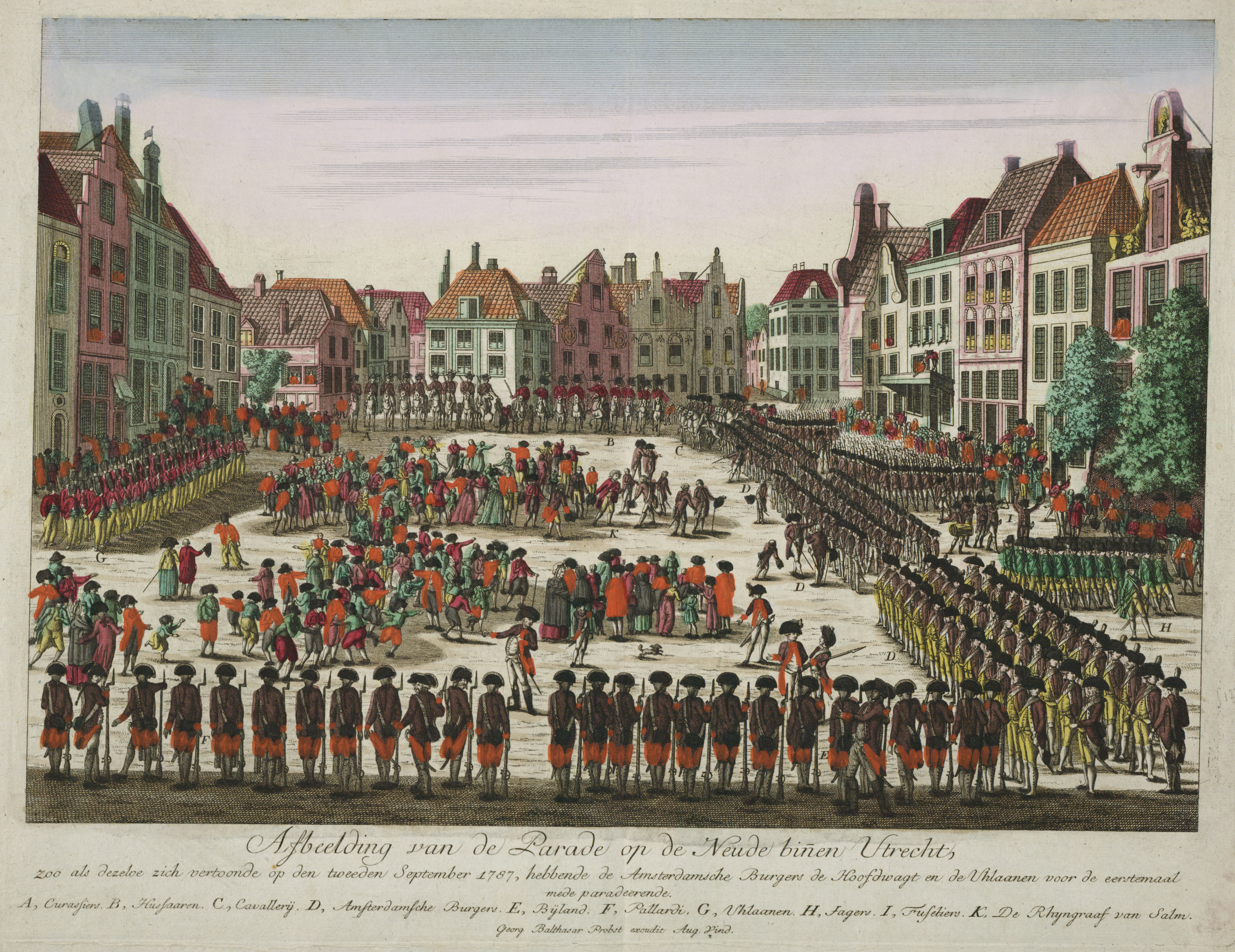
Défilé du corps libre et des troupes auxiliaires à Utrecht, le 2 septembre 1787. Représentation du Rhinegrave Johann Friedrich de Salm-Grumbach, en commandant en chef au milieu (K) avec sa coiffure saisissante. Dessin de Johannes Jelgerhuis

Jean Frédéric de Salm-Grumbach (Johann Friedrich von Salm-Grumbach), né le 5 novembre 1743 et mort en 11 septembre 1819, appartenait à la maison noble des wild- et rhingrave et militaire de la Maison de Salm; fils de Karl Walrad Wilhelm von Salm-Grumbach (1701-1763) et de Juliane Franziska von Proesing und Limpurg (1709-1775).
Au milieu des années 1780, il servit comme colonel d’une légion des États généraux des Provinces-Unies, puis des États de Hollande et de Frise-Occidentale. Désigné comme successeur du maréchal Louis Ernest de Brunswick-Wolfenbüttel, qui avait quitté les Provinces-Unies en octobre 1784, il joua jusqu'à la mi-septembre 1787 un rôle important dans le conflit opposant les patriotes aux orangistes. Dans leur querelle à l'époque, qui a presque conduit à une guerre civile, les patriotes attendaient l'aide du roi de France Louis XVI qui se trouvait alors dans une situation financière difficile. Selon les rapports, il est nommé Maréchal de camp en juin 1787 et enrôlé dans L'armée française avec un salaire annuel de 40 000 livres.
Soutenu par les patriotes, qui réclamaient une représentation plus large de la bourgeoisie, il assuma en 1786, de fait, la fonction de général et commandant en chef des forces armées en Hollande ; juridiquement, c'était Albert van Rijssel qui était nommé. Par la suite, il commanda plusieurs corps francs à Utrecht. À cette époque, trois ingénieurs français et le journaliste Jacques Pierre Brissot et le Banquier Étienne Clavière ont visité Utrecht. Brissot n'a pas été impressionné et a décrit la prétention de la Comte rhénan,. Une invasion prussienne de la Hollande en septembre 1787 renforça la position du stathouder Guillaume V d'Orange-Nassau. Il fit l’objet de critiques, notamment en raison de l’évacuation précipitée d’Utrecht ; par la suite, on le qualifia souvent « d’échec élégant ». Il aurait ensuite acquis un domaine à Bar-le-Duc (Lorraine), qu'il appelait "la folie hollandaise".
Dans diverses publications, rédigées en plusieurs langues, Johann Friedrich von Salm-Grumbach a été à tort identifié comme Frédéric III de Salm-Kyrbourg,,. Cette confusion repose sur une erreur. Plusieurs contemporains – dont son ancien aide de camp Quint Ondaatje, August Ludwig Schlözer et le général von Pfau,,, – ainsi qu’un grand nombre d’historiens allemands ne partagent pas cette opinion,,,,,,.